# Serguéi Koniónkov
Serguéi Timoféievich Koniónkov (en ruso: Сергей Тимофеевич Конёнков; Karakovichi, 10 de julio de 1874 - Moscú, 9 de diciembre de 1971) fue un escultor ruso. A menudo se lo denomina "el Rodin ruso".

## Primeros años
Koniónkov nació en el pueblo de Karakovichi (ahora Róslavl, distrito de la región de Smolensk) en una familia de campesinos. Serguéi estudió en la Escuela de Pintura, Escultura y Arquitectura de Moscú , donde se graduó en 1897, y en la Academia Imperial de las Artes de San Petersburgo. Su trabajo de graduación en la Academia, una enorme estatua de arcilla de Sansón liberándose de las cadenas, rompió los esquemas del arte académico y lo puso en desacuerdo con sus profesores, que aparentemente destruyeron el trabajo a martillazos.

## Periodo 1900-1924
Viajó a Italia, Francia, Egipto, Grecia y Alemania .
Durante la revolución rusa de 1905 Koniónkov estaba con los trabajadores en las barricadas, al poco de la creación de retratos de los héroes de la rebelión en Moscú. Koniónkov más tarde apoyó a la Revolución Rusa de 1917 .
En 1922 se casó con Margarita Koniónkov Ivanovna Vorontsova, y en 1923 viajó a los Estados Unidos para participar en una exposición de Rusia y el arte soviético. El viaje se suponía que tenía que durar unos pocos meses, pero se quedó en los Estados Unidos durante 22 años. Vivió y trabajó en Nueva York.

## El trabajo en los Estados Unidos
En 1928-1929 el escultor visitó Italia para reunirse y trabajar en un retrato del escritor soviético Maksim Gorki. Tenía una exposición individual en Roma.
Durando el periodo americano, Koniónkov creó un gran cuerpo de trabajo centrado en temas de la Biblia, especialmente del Apocalipsis. Produjo obras que representan a Jesucristo y los profetas y apóstoles cristianos.
En 1935 fue comisionado por la Universidad de Princeton para hacer una escultura de Albert Einstein. Se dice que Einstein estaba interesado en la obra del escultor ruso, pero estaba más centrado en su esposa, Margarita Koniónkova. Einstein y Margarita, que también estaba relacionada con el físico Robert Oppenheimer, supuestamente tuvieron una historia de amor, a juzgar por las "nueve cartas de amor, aparentemente auténticas, del gran científico, escritas en 1945 y 1946. Se han producido acusaciones de que Margarita estaba trabajando en estos años para el gobierno soviético, pero sin una evidencia concreta para apoyar la teoría.

## Retorno a Rusia

Placa histórica en su casa en el bulevar Tverskoi, Moscú.

Bajo las órdenes directas de Stalin el 1945, un barco fue enviado a Nueva York para traer a Koniónkov de vuelta a la URSS . Al escultor se le dio un gran estudio en la calle Gorki en el centro de Moscú. " había encontrado gracia suficiente con el régimen al ser requerido para diseñar una placa conmemorativa del primer aniversario de la Revolución de Octubre en la Torre del Senado del Kremlin." 
Koniónkov creó  esculturas de Aleksandr Pushkin, Antón Chéjov, Lev Tolstói, Fiódor Dostoievski, Iván Turguénev, Vladímir Mayakovski, Konstantín Tsiolkovski, Vasili Súrikov, Johann Sebastian Bach, Niccolò Paganini, entre otros. También talló en madera cruces y otras piezas para el Convento Marfo-Mariinski en Moscú.
Koniónkov recibió numerosos premios soviéticos.
Está enterrado en el Cementerio Novodévichi de Moscú   .

## Premios
- Héroe del Trabajo Socialista (1964)
- Artista del Pueblo de la RSFSR (1955)
- Artista del Pueblo de la URSS (1958)
- Miembro titular de la Academia Rusa de las Artes (1954)
- Premio Lenin (1957) - para la escultura "Autorretrato"
- Premio Stalin de tercer grado (1951) - retratos escultóricos de "Marta" y "Ninotchka"
- Dos órdenes de Lenin (1955, 1964)
- Ciudadano Honorario de Smolensk (1964)

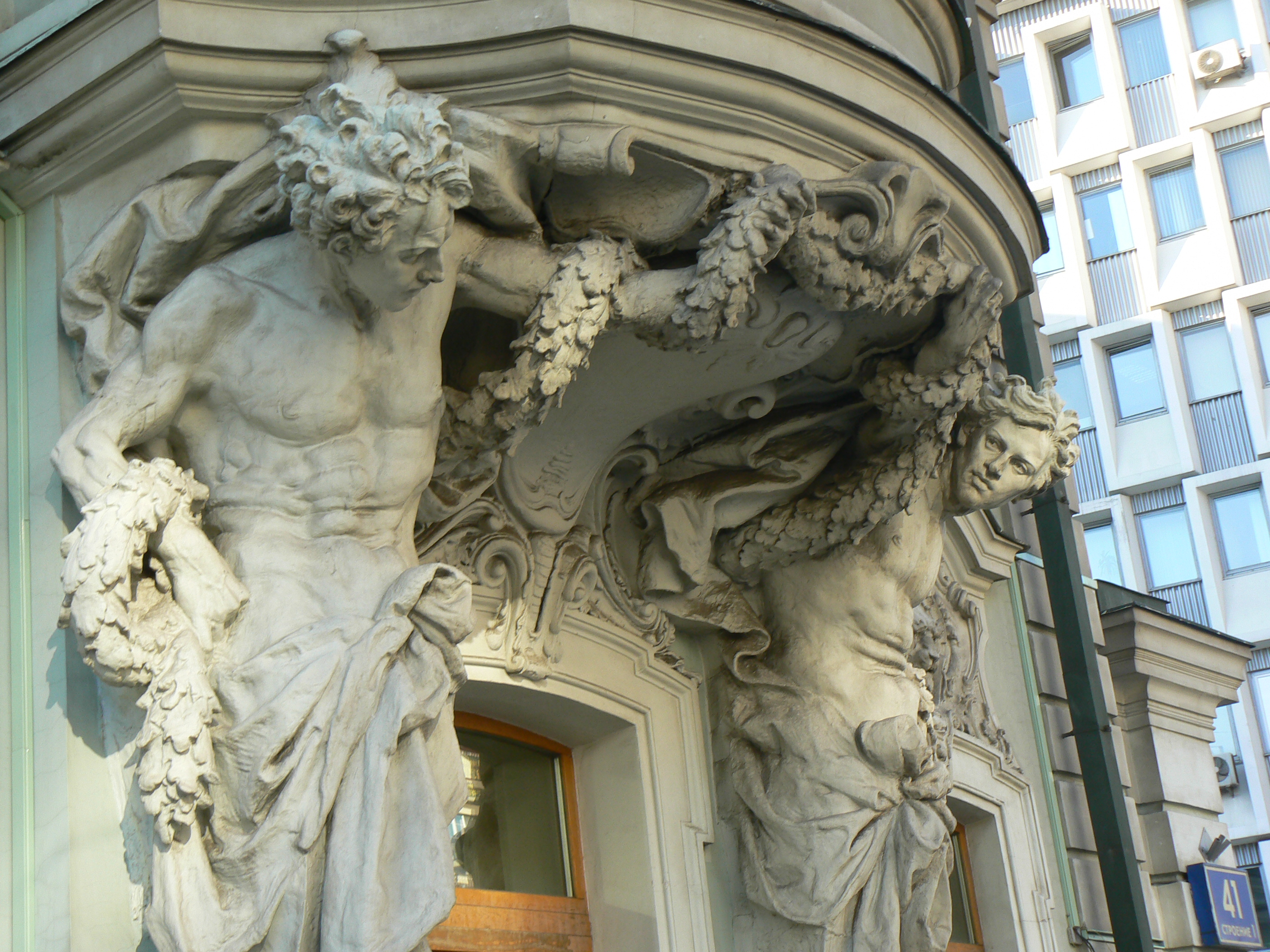
Atlante, 1893
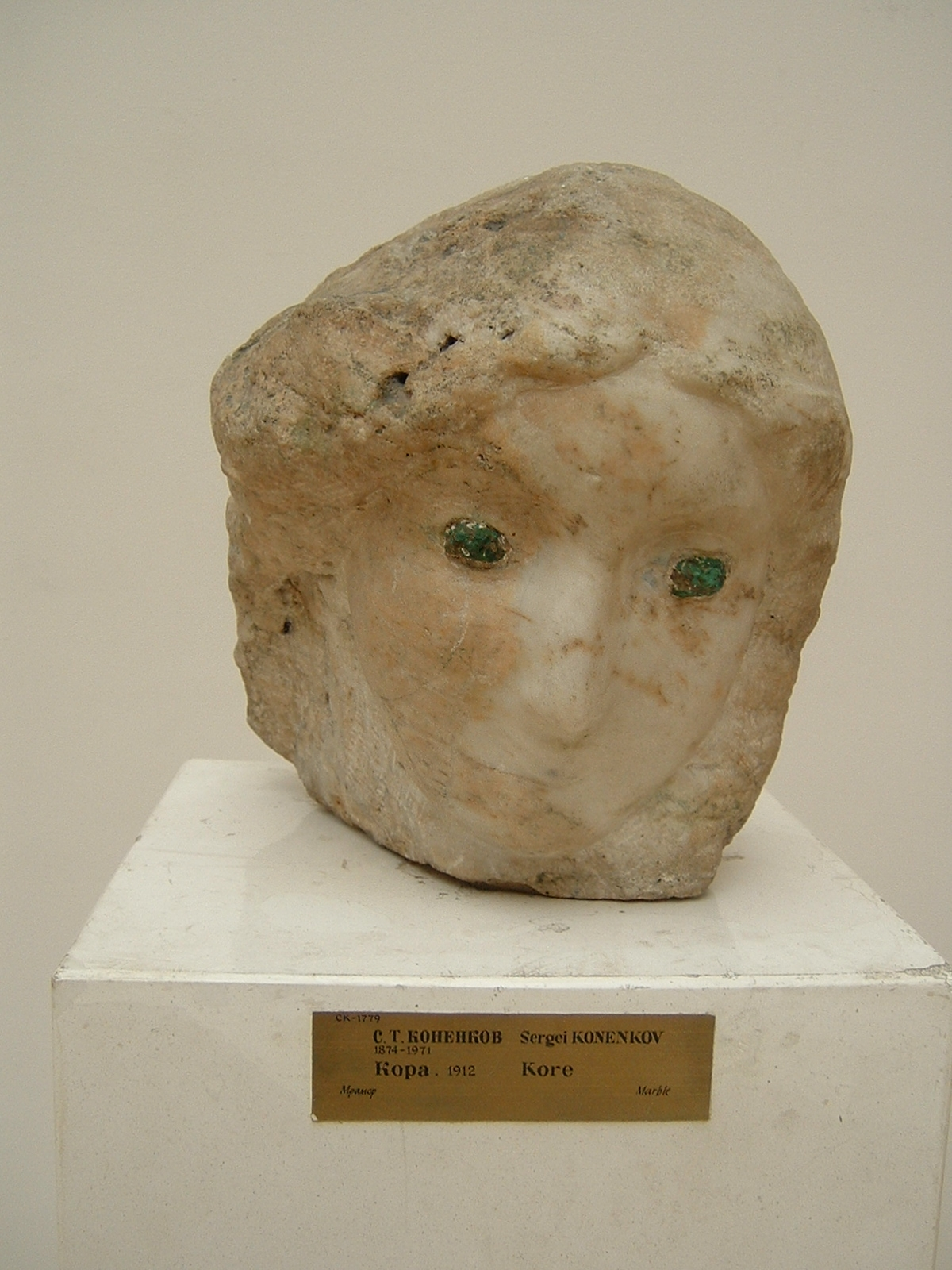
Коrа, 1912
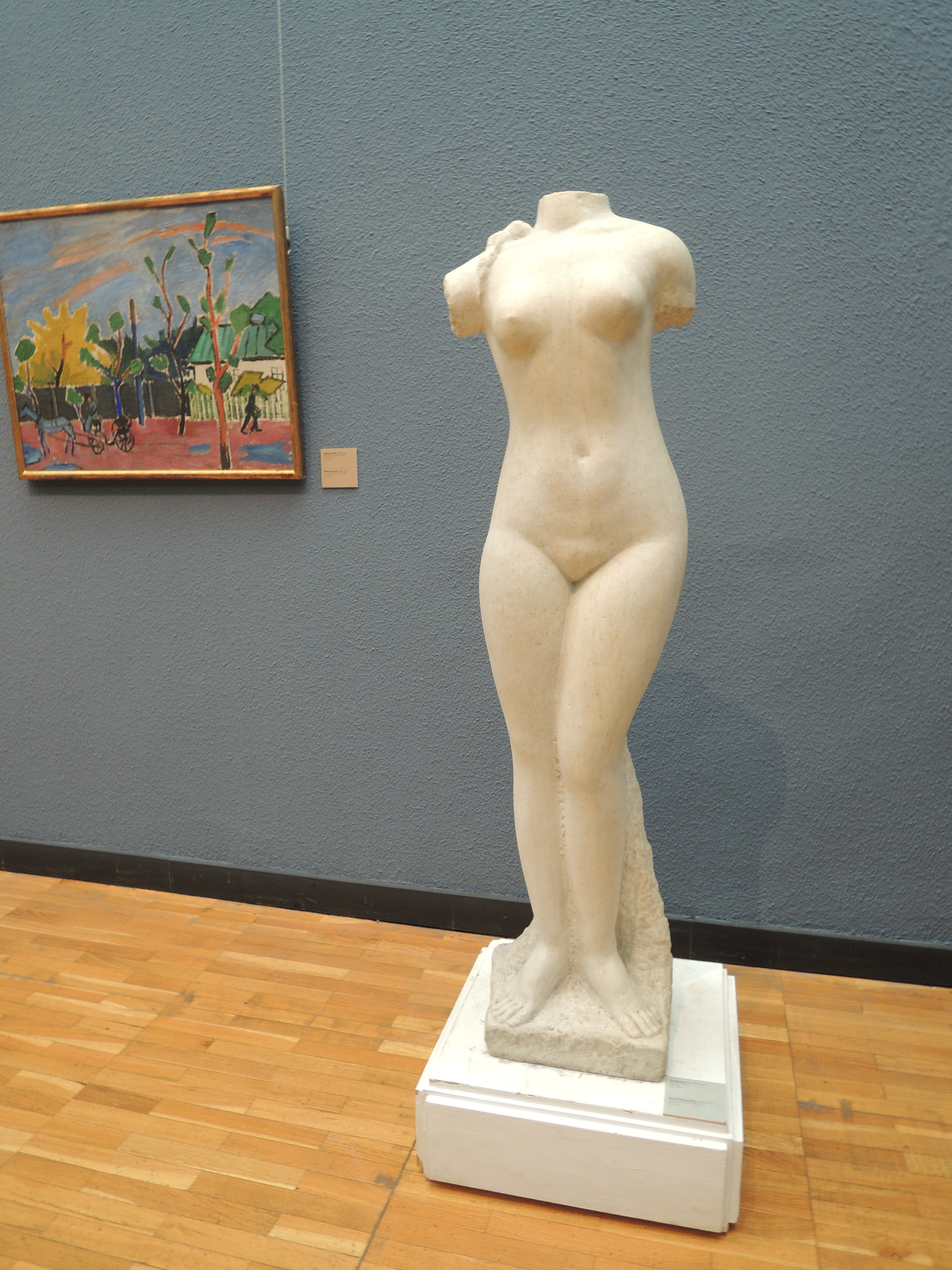
Joven, 1916
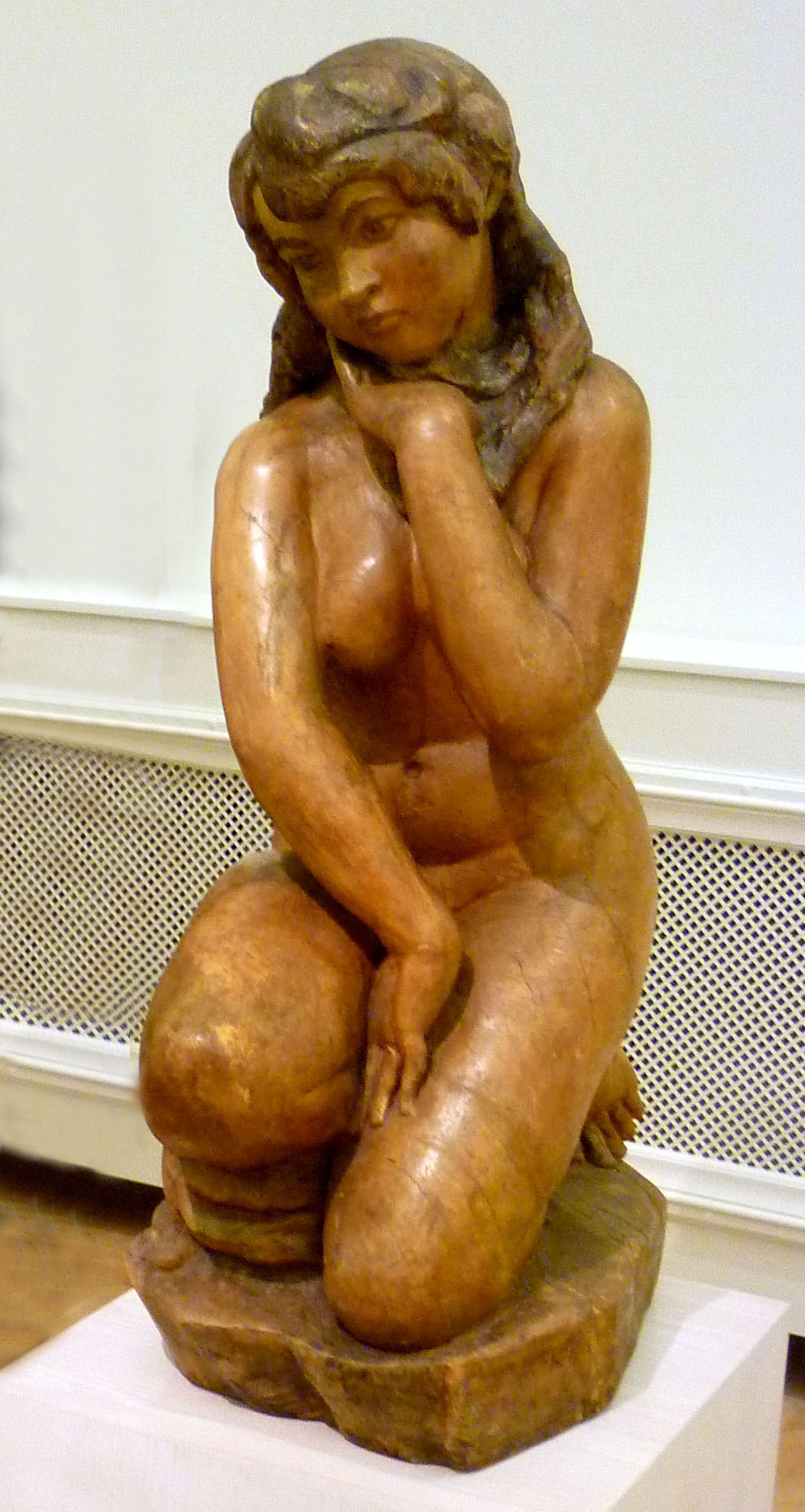
Bañista, 1917
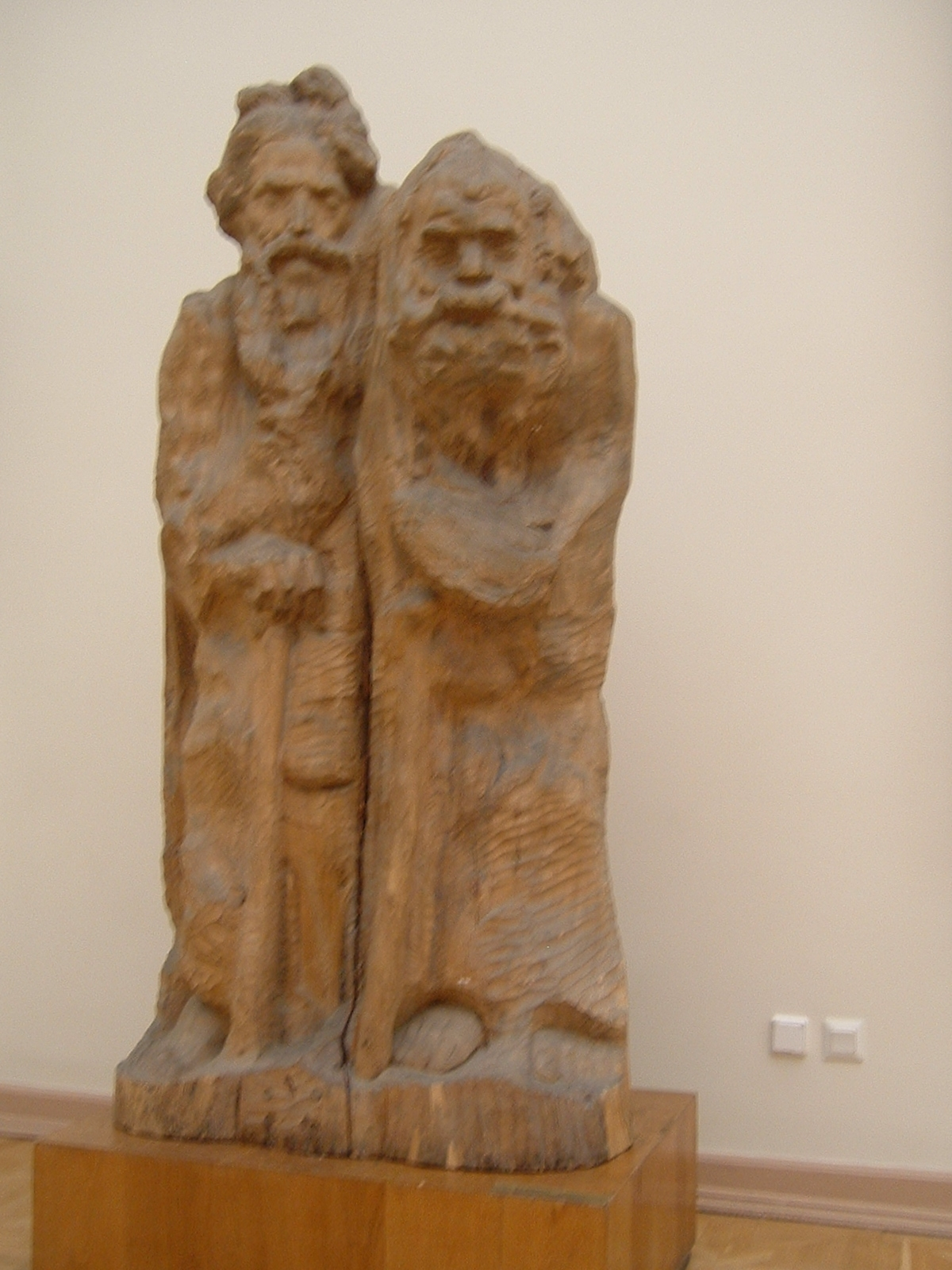
Germanos mendigos, 1917
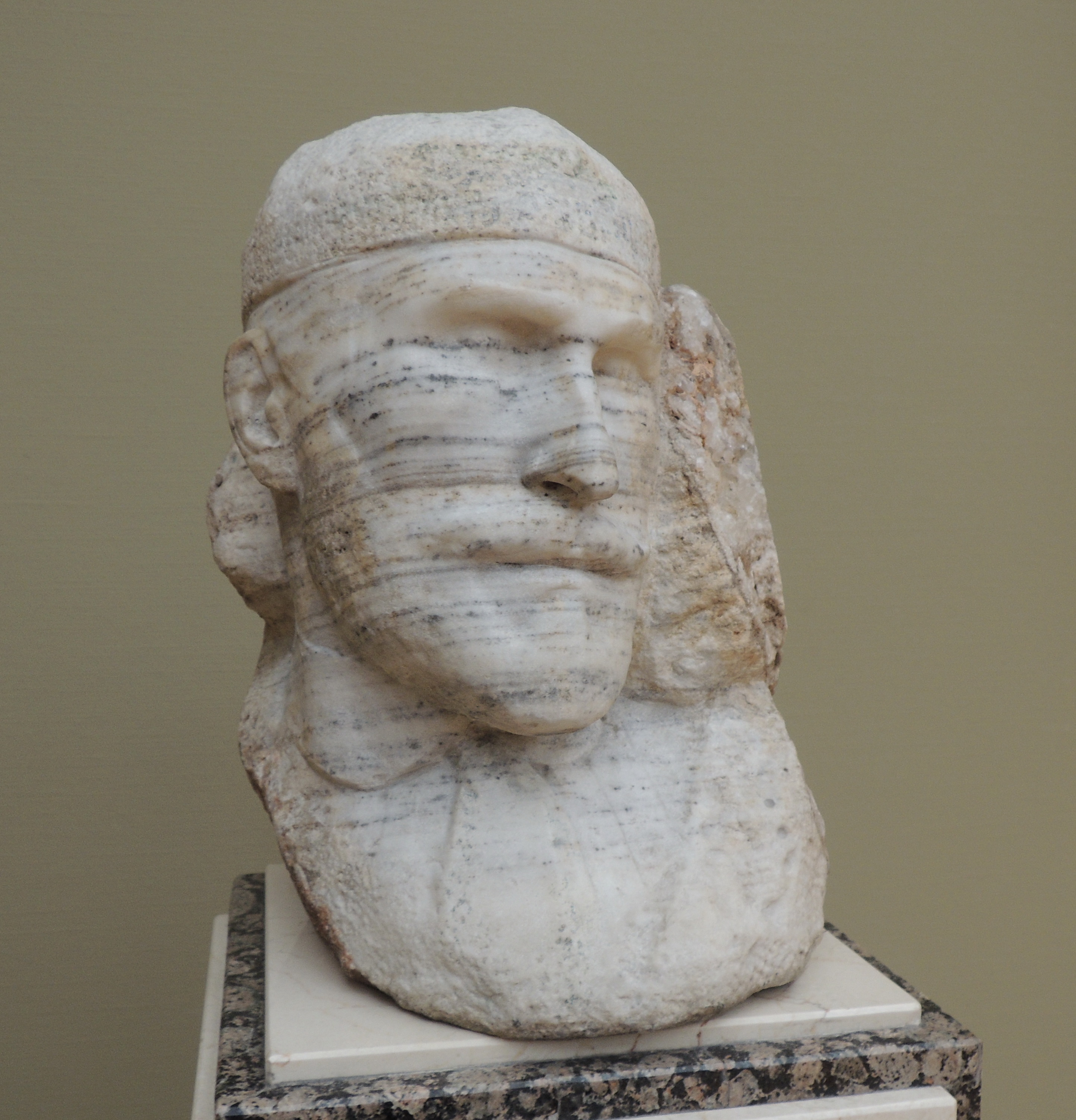
Autorretrato, 1912
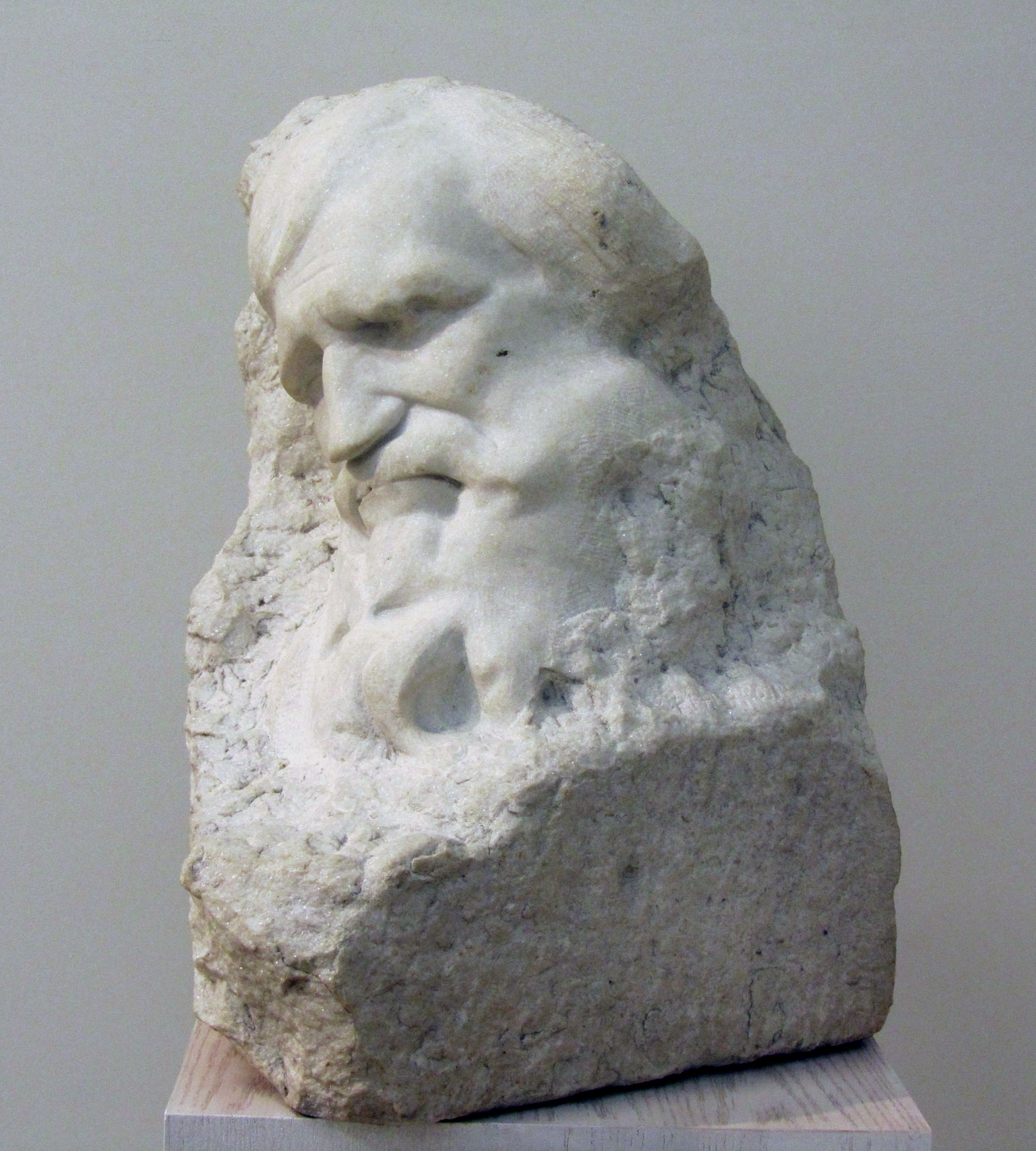
Pensador, 1898